# Cuc
Cuc je skupno ime za več zaporednih slapov v Riharski grapi na pritoku Lučnice v Podvolovjeku ob vznožju Malega Rogatca. Do slapov vodi od kmetije Riher označena pot proti Riherski jelki. 
Prvi slap je globok okoli 9 m. Za kratkim tolmunom se prevesi v največjo stopnjo, ki je 23 m visoka. Sledita še dve krajši stopnji (6 in 5 m) ter široko, 22.5 m dolgo slapišče. Celotno slapišče (60 metrov) je v zgornje triasnih dolomitih.